# Адамс Сентер (Њујорк)
Адамс Сентер (енгл. Adams Center) насељено је место без административног статуса у америчкој савезној држави Њујорк.

## Демографија
По попису из 2010. године број становника је 1.568, што је 68 (4,5%) становника више него 2000. године.
| Група             | 2000.         | 2010.         |
| Белци             | 1.475 (98,3%) | 1.484 (94,6%) |
| Афроамериканци    | 1 (0,1%)      | 24 (1,5%)     |
| Азијати           | 4 (0,3%)      | 7 (0,4%)      |
| Хиспаноамериканци | 7 (0,5%)      | 20 (1,3%)     |
| Укупно            | 1.500         | 1.568         |